# Chiselhampton
Chiselhampton – wieś w Anglii, w hrabstwie Oxfordshire, w dystrykcie South Oxfordshire. Leży 11 km na południowy wschód od Oksfordu i 73 km na zachód od Londynu.